# Kurt Hohenemser
Kurt Heinrich Hohenemser (* 3. Januar 1906 in Berlin; † 7. April 2001 in St. Louis, Missouri) war ein deutschamerikanischer Luftfahrtingenieur und Hubschrauberpionier.

## Leben in Deutschland
Kurt Heinrich Hohenemser wurde als Sohn des jüdischen Musikwissenschaftlers Richard Hohenemser (1870–1942) und seiner britischen Frau Alice Hohenemser geb. Salt geboren.
Er besuchte die Sekundarschule in Berlin-Wilmersdorf, Hermann-Lietz-Schule in Haubinda und die Ziehenschule in Eschersheim. Im Jahr 1924 schloss er sein Abitur ab. Im Zeitraum von 1924 bis 1929 studierte er an der Technischen Hochschule in Darmstadt. 1927 wurde er Diplom-Ingenieur und 1929 Doktor.
Von 1930 bis 1933 lehrte und forschte er unter Ludwig Prandtl an der Göttinger Universität.
Zusammen mit seinem Kollegen William Prager gründete er dort eine Diskussionsgruppe, welche sich kritisch mit Unterstützern der nationalsozialistischen Ideologie auseinandersetzte.
1933 heiratete Kurt Hohenemser Katharina Hohenemser geb. Dietrich (1910–1962). Sie hatten zwei Kinder, Christoph (geb. 1937) und Veronika (1940).
Nach der nationalsozialistischen Machtübernahme 1933 wurde Kurt Hohenemser all seiner Ämter an der Göttinger Universität enthoben und entlassen, da er sich in den vorher genannten Diskussionsrunden kritisch gegenüber dem Nationalsozialismus äußerte.
Nach einer kurzen Phase bei den Gerhard-Fieseler-Werken, arbeitete er bis zum Ende des Zweiten Weltkrieges, trotz bestehenden Beschäftigungsverbots, als Berater für Anton Flettner, dessen Flettner Flugzeugbau GmbH sich unter anderem mit der Entwicklung von Hubschraubern beschäftigte. Während dieser Zeit war er entscheidend an der Entwicklung des Flettner Fl 282 beteiligt. Trotz seiner jüdischen Abstammung schützte ihn und seine Familie die Tätigkeit als Entwickler in einem kriegswichtigen Bereich der Wirtschaft vor weitergehender Verfolgung durch die Nazis, während seine Eltern sich, von der Deportation in ein Vernichtungslager bedroht, 1942 das Leben nahmen.

## Leben in den Vereinigten Staaten von Amerika
1947 emigrierte Hohenemser mit seiner Familie in die USA. Nach seiner Ankunft nahm er eine Stelle als Ingenieur für Aerodynamik in einer Abteilung der amerikanischen Firma McDonnell Douglas an, die sich mit der Hubschrauberentwicklung beschäftigte.
Während dieser Zeit leitete er unter anderem die Entwicklung von Projekten wie „Little Henry“ (XH-20), „Big Henry“ (Model 79) und McDonnell XV-1, die als eine Vorstufe der Osprey angesehen wird. 1966 nahm er nach 18-jähriger Tätigkeit für McDonnell eine Stellung als Professor für Raumfahrttechnik an der Washington University in St. Louis an.
Nach dem Tod seiner ersten Frau Katharina heiratete Hohenemser im Jahr 1966 Rosemarie Hohenemser, geb. Petersen.
1975 zog er sich von seiner Lehrtätigkeit zurück, blieb aber für weitere 20 Jahre emeritierter Professor an dieser Universität. Ab 1975 beschäftigte er sich anlässlich der bestehenden Ölkrise mit der Weiterentwicklung von Windkraftanlagen. Durch seine Forschungen auf diesem Gebiet versuchte er festzustellen, ob rotorblattähnliche den normalen Flügeln der Windkraftanlagen überlegen sind. Nachdem staatliche Förderungen gestrichen worden waren, forschte er auf eigene Kosten weiter.
Zu den vielen Auszeichnungen, die Hohenemser während seiner Karriere erhielt, gehörten unter anderem 1957 der Grover E. Bell Award und 1964 der Alexander Klemin Award der American Helicopter Society.